# Peter J. Carroll
Peter James Carroll (* 8. ledna 1953, Patching, Anglie) je moderní okultista, spisovatel, spoluzakladatel Illuminatů z Thanaterotu, a praktik chaos magie.

## Život a dílo
Jedná se o vůdčí osobnos hnutí Chaos magie. Spolu s vydavatelem a spisovatelem Rayem Sherwinem, je pokládaný za zakladatele hnutí. Carroll a Sherwin vytvořili volně organizovanou skupinu s názvem Ilumináti z Thanaterotu, která se věnuje studiu a aplikaci chaosmagické okultní filozofie, vycházející z prací Austina Osmana Sparea a jeho kultu Zos-Kia.
V roku 1995, po pěti letech od založení IOT ohlásil svou touhu sestoupit z funkce „mága a nejvyššího kněze chaosu“. Toto rozhodnutí bylo doručeno na mezinárodním setkání IOT, o kterém napsal v článku Ledová válka.
Od roku 2005 je na přání Roberta Antona Wilsona jedním z lektorů na Maybe Logic Academy. Tento zážitek znovu inspiroval jeho okultní zájem a následně ohlásil další knihu s tematikou magie.
Píše články pro magazín Chaos International, v současnosti redigovaný Ianem Readem, pod jmény Peter Carroll a Stokastikos. Rovněž přispívá i do časopisu New Equinox, který rediguje Ray Sherwin, a také do internetového diskuzního fóra IdeoSphere. Založil vlastní společnost Arcanorium College, která se zabývá „výukou a studiem magie, rozdělené do několika oblastí, od experimentální metafyziky, přes oblast mysli, peněz a magie, tantrických studií, germánské magie a run, až k odvětvím magického umění, literatury a designu.
Své soukromí si přísně hlídá a na veřejnost proniklo jen velmi málo informací o jeho osobním životě. Má rodinu, dvě děti, podniká. Něco málo o sobě zveřejnil na stránkách Maybe Logic Academy.

### Rozhovory
- Peter J. Carroll Interview z Abrasax Magazine, Vol.5, No.2.

### On-line publikace
- Liber KKK Archivováno 24. 2. 2009 na Wayback Machine. - český překlad

### Články
- The Magic of Chaos by Peter J. Carroll
- Liber KKK - Úvod do technik chaos magie
- The magician as Rebel Physicist